# Universidade Jean Piaget de Cabo Verde
A Universidade Jean Piaget de Cabo Verde (UniPiaget-CV) é uma instituição de ensino superior privada localizada em Praia, Cabo Verde, com uma segunda locação em Mindelo. A universidade foi criada em 2001, pelo Instituto Piaget, e oferece tanto cursos graduação como de pós-graduação.
O campus principal está na parte mais ocidental da Praia, na seção de Palmarejo, a cerca de 4 km do centro na estrada para a Cidade Velha (ou Ribeira Grande) e Porto Mosquito.

## Histórico
Autorizada a funcionar pelo decreto-lei n.º 12/2001, a UniPiaget-CV iniciou as suas atividades no dia 7 de Maio de 2001 com a abertura do 1º ano do curso de Sociologia. Naquela altura era a única instituição com o título de universidade no arquipélago, muito embora algumas escolas superiores públicas já fossem realidade em Cabo Verde desde 1979.
Em 2005, a UniPiaget-CV abriu seu primeiro campus fora de sede no Mindelo, ofertando três cursos de graduação a saber: Ciências da Educação e Praxis Educativa, Economia e Gestão e Engenharia de Sistemas e Informática. Em 2007 abriu também o curso de Arquitetura. 
Até o ano letivo 2006, foi a única universidade do país, quando foi aberta a Universidade de Cabo Verde. Geograficamente, foi a universidade a mais ocidental em toda a África (continente e ilhas) até 2009, quando a Universidade Assomada de Santiago abriu e depois a Ilha de São Vicente, a Universidade de Mindelo. A localização principal está na parte noroeste da Praia. Vários campus são planejados, para serem agregados em todo o arquipélago. Ele serve principalmente a cabo-verdianos, mas também há estudantes do resto da África e da América Latina.

## Oferta formativa

### Campus da Praia
Os cursos de graduação ofertados na Praia são:
- Administração Pública e Autárquica
- Análises Clínicas e Saúde P ública
- Arquitectura
- Biologia
- Ciências da Comunicação
- Ciências da Educação e Praxis Educativa
- Ciências Farmacêuticas
- Contabilidade, Auditoria e Finanças Empresariais
- Direito
- Ecologia e Desenvolvimento
- Economia e Gestão
- Enfermagem
- Engenharia da Construção Civil
- Engenharia de Sistemas e Informática
- Engenharia Electrotécnica e de Manutenção Industrial
- Fisioterapia
- Gestão de Hotelaria e Turismo
- Informática de Gestão
- Psicologia
- Tradução e Interculturalidades
- Serviço Social
- Sociologia

### Campus do Mindelo
Os cursos de graduação ofertados no Mindelo são:
- Administração Pública e Autárquica
- Arquitectura
- Ciências da Educação e Praxis Educativa
- Economia e Gestão
- Engenharia de Sistemas e Informática
- Informática de Gestão
- Serviço Social

### Cursos de Estudos Superiores Profissionalizantes
A UniPiaget-CV ainda oferta, em parceria com o governo caboverdiano, os seguintes cursos técnico-profissionalizantes:
- Desenvolvimento,de Aplicações Web e Móveis
- Massoterapia
- Saúde Comunitária e Controlo de Endemias

## Pessoas notáveis
- Ulisses Correia e Silva (ex-docente) - administrador e atual primeiro-ministro de Cabo Verde;
- Janira Hopffer Almada (docente) - advogada e líder do PAICV.